# Quoi de neuf à table
Quoi de Neuf à table est une émission de RFO présentée par Jean-Marc Thibaudier et réalisée par Philip Delos. Ce magazine quotidien de société a pour objectif d'accentuer les notions d'échanges et de partages entre la Guadeloupe, la Martinique et la Guyane. Il s'agit de comparer les opinions, les modes de vie de ces trois départements. Cette émission a pour vocation de faire ressortir les ressemblances et les différences entre ces trois destinations à la fois si proches et si lointaines. Le débat s'articule autour des invités issues des trois régions, pendant qu'un chef cuisinier prépare un plat qui sera dégusté à table à la toute fin de l'émission. La chronique "Nouveautés" présentée par Cécilia Surville propose aux téléspectateurs de découvrir les derniers gadgets à la mode ou encore les créations originales d'un artisan local.
- Genre : Magazine de société
- Cible : Grand public
- Périodicité : Quotidien (lundi, mardi, jeudi et vendredi)
- Plateaux : Grand Studio de RFO Guadeloupe
- Extérieurs : Guadeloupe - Martinique - Guyane
- Durée : 26 minutes
- Diffusion : PAD - Nodal - RFO - France Ô
- Présentateur : Jean-Marc Thibaudier
- Réalisateur : Philip Delos
- Chef de projet : Angel Étienne
- Directeur d'antenne RFO Guadeloupe : Raymond Sargenton
- Assistants de production : Laurent Relmy - Nadine Marbois
- Chroniqueuse : Cécilia Surville
- Format d'enregistrement : DVC Pro
- Dispositif technique : 7 caméras
- Production : RFO - Bassin Caraïbes